# The Great Race
The Great Race is een Amerikaanse komische film van Blake Edwards uit 1965. De hoofdrollen worden gespeeld door Jack Lemmon, Tony Curtis en Natalie Wood. De film is opgedragen aan het legendarische film duo Stan Laurel en Oliver Hardy. Het kostenplaatje van de film bedroeg 12 miljoen dollar waarmee het destijds de duurste komische film ooit was. Henry Mancini zorgde voor de filmmuziek.

## Verhaal
De film draait om de rivaliserende waaghalzen The Great Leslie (Tony Curtis) en Professor Fate (Jack Lemmon), die begin 20e eeuw elkaar op elke mogelijke manier proberen te overtreffen. Leslie is een traditionele held, gekleed in wit en zeer getalenteerd en succesvol. Fate is een stereotype schurk; gekleed in het zwart met een hoge hoed, een zwarte snor, en hij laat regelmatig een valse lach horen.
Vroeg in de film daagt Leslie Fate uit tot een autorace van New York naar Parijs, waarmee Leslie hoopt een nieuw type racewagen te kunnen promoten. Fate neemt de uitdaging aan en bouwt zelf ook een nieuwe racewagen, de Hannibal Twin-8. Ook andere belangstellenden besluiten aan de race mee te doen, waaronder Maggie DuBois, een journaliste en suffragette uit New York.
Zes auto's verschijnen aan de startlijn voor de race, maar Fate’s handlanger, Maximilian Meen, heeft bij aanvang al drie wagens gesaboteerd waardoor enkel Leslie (met zijn handlanger Hezekiah Sturdy), Fate en Maggie daadwerkelijk van start gaan. Maggies auto krijgt al snel panne, dus neemt Leslie haar op in zijn team. De eerste stop tijdens de race is het stadje Boracho, waar Leslie het aan de stok krijgt met de lokale outlaw "Texas Jack". Fate maakt hier handig gebruik van om een voorsprong op te bouwen en tevens alle brandstof in Boracho te vernietigen. Leslie moet derhalve zijn auto door ezels naar een ander tankstation laten slepen voor hij verder kan racen. Maggie zorgt er bovendien voor dat Hezekiah aan boord van een trein stapt, en laat Leslie denken dat zijn monteur hem in de steek gelaten heeft.
Leslie en Fate bereiken de Beringstraat, waar ze tijdelijk worden opgehouden door een sneeuwstorm. Alle vier moeten schuilen in Leslies auto om warm te blijven. Via een ijsschots steken de racers over naar Rusland, waar  Hezekiah hen reeds staat op te wachten. Leslie hoort van Maggies bedrog en zet haar uit zijn team, waarna Fate haar ontvoert en weer de leiding neemt. 
Na een lange rit door Azië bereiken beide teams een klein koninkrijk, waar net op dat moment een revolutie gaande is. Rebellen, geleid door baron Rolfe von Stuppe en generaal Kuhster, willen de huidige vorst afzetten en de alcoholverslaafde prins Hapnick tot koning laten kronen. Hapnick blijkt een dubbelganger van Fate, en vanwege de gelijkenis worden zowel Hapnick als Fate gevangengenomen door de rebellen. Max kan ontkomen en spant samen met Leslie om de anderen te bevrijden. Von Struppe en zijn handlangers worden verslagen, waarbij onder andere Fate betrokken raakt bij een taartgevecht in een bakkerij en Leslie de degens kruist met Von Struppe. 
Na dit incident verlaten de racers het koninkrijk, met Maggie wederom in Leslies team. Leslie en Maggie ontwikkelen langzaam gevoelens voor elkaar, en eenmaal in Parijs stopt Leslie vlak voor de finish onder de Eiffeltoren om te bewijzen dat Maggie hem meer waard is dan winnen. Fate kan hierdoor ongestoord als eerste de finish passeren. Hij accepteert zijn overwinning echter niet omdat Leslie hem heeft laten winnen, en eist een rematch. Dus beginnen de twee rivalen, nadat Maggie en Leslie nog even snel getrouwd zijn, aan de race terug naar New York. Fate laat Leslie en Maggie eerst vertrekken en probeert vervolgens hun auto te vernielen met een kanon, maar in plaats daarvan schiet hij per ongeluk de Eiffeltoren omver.

## Rolverdeling
| Acteur          | Personage                               |
| --------------- | --------------------------------------- |
| Jack Lemmon     | Professor Fate/Prince Frederick Hapnick |
| Tony Curtis     | Leslie Gallant III ("The Great Leslie") |
| Natalie Wood    | Maggie DuBois                           |
| Peter Falk      | Maximillian "Max" Meen                  |
| Keenan Wynn     | Hezekiah Sturdy                         |
| Dorothy Provine | Lily Olay                               |

## Productie
Regisseur Blake Edwards baseerde de film op de race van New York naar Parijs in 1908, de eerste autoracewedstrijd die meerdere continenten besloeg. Edwards was tevens een groot fan van stomme films, met name die van de komieken Laurel en Hardy, en wilde zijn film dan ook zoveel mogelijk van de slapstick-elementen en visuele grappen uit deze films meegeven. Tevens bevat de film parodieën op Westerns (zoals het gevecht in de saloon) en De gevangene van Zenda.
Vanwege het succes van zijn eerdere films Breakfast at Tiffany's, The Pink Panther en  A Shot in the Dark, kreeg Edwards een budget van zes miljoen dollar voor The Great Race. Aanvankelijk financierde Mirisch Productions het project voor United Artists, maar toen de kosten maar op bleven lopen trok UA zich terug. Warner Brothers nam de film over. Edwards wilde Robert Wagner voor de rol van Leslie, maar Jack Warner stond erop dat Tony Curtis de hoofdrol zou krijgen. Mogelijk omdat Wagner kort voor de opnames gescheiden was van Natalie Wood, en ze anders weer samen in een film zouden moeten spelen. Curtis kreeg voor zijn rol 125.000 dollar, meer dan Edwards en Lemmon. Natalie Wood was aanvankelijk niet geïnteresseerd in een rol in The Great Race, maar Warner haalde haar over de rol toch te nemen in ruil voor een hoofdrol in Gavin Lamberts Inside Daisy Clover.
De opnames begonnen op 14 juni 1964. Veel van de grappen in de film waren duur om te realiseren, waardoor de kosten al snel stegen tot 12 miljoen dollar. De opnames voor het taartgevecht namen vijf dagen in beslag, en kostte 200.000 dollar (waarvan 18.000 dollar voor de honderden taarten die nodig waren). In november 1964 werden de opnames afgerond. Wood kampt tijdens de opnames met depressiviteit, maar liet haar collega-acteurs hier niets van merken. Op 27 november, de dag na de laatste opnames, nam ze echter thuis een grote hoeveelheid pillen in en moest in het ziekenhuis worden opgenomen.
De kostuums werden ontworpen door Edith Head. De auto van Leslie, de "Leslie Special", was special door Warner Bros gebouwd voor de film. Er waren in totaal vier exemplaren van de wagen nodig om de film te voltooien. Een ervan staat tegenwoordig in het Automobile Museum in Tupelo, Mississippi. Van de "Hannibal Twin-8" waren vijf exemplaren nodig.

## Soundtrack
De muziek voor de film werd gecomponeerd door Henry Mancini. Voor de première werd alle muziek opnieuw opgenomen door Victor Records voor uitgave op vinylplaat. Voor de opnames waren 80 muzikanten nodig. 
De volledige soundtrack omvat de volgende nummers:
- "He Shouldn't-A, Hadn't-A, Oughtn't-A Swang on Me" – Mancini/Mercer
  - Uitgevoerd door Dorothy Provine

- "Buffalo Gals" – Traditional Western-lied uitgevoerd door de zangeressen in de saloon.

- "The Sweetheart Tree (koor)" – Mancini
  - Uitgevoerd door Natalie Wood (nasynchronisatie door Jackie Ward)

- "The Royal Waltz" – Mancini

- "Great Race March" – Mancini

- "They're Off" – Mancini

- "Push the Button, Max!" (Professor Fate's theme) – Mancini

- "The Great Race March" – Mancini

- "Cold Finger" – Mancini

- "Music to Become King By" – Mancini

- "Night, Night, Sweet Prince" – Mancini

- "The Pie in the Face Polka" – Mancini

- "The Desert Song"
  - muziek door Sigmund Romberg

- "It Looks Like a Big Night Tonight"
  - muziek door Egbert Van Alstyne

- "Big Night Tonight"

- "Tales from the Vienna Woods"
  - Geschreven door Johann Strauß

- "The Beautiful Blue Danube"
  - Geschreven door Johann Strauß

## Uitgave en ontvangst
The Great Race werd met gemengde tot negatieve reacties ontvangen, en werd over het algemeen beschouwd als een flop. Daarmee was dit de eerste mislukte film voor Edwards. Vooral de grote hoeveelheid slapstick werd door recensenten sterk bekritiseerd. Tevens moest de film concurreren met een andere komische film over een race, Those Magnificent Men in Their Flying Machines. Filmcriticus Richard Schickel merkte op dat hoewel de film grotendeels best vermakelijk was, Edwards er niet in slaagde om de atmosfeer van de oude Laurel & Hardy-films te evenaren.

## Prijzen
The Great Race won een Academy Award voor beste geluidseffecten, en werd genomineerd voor een Academy Award voor beste cinematografie, beste montage, beste lied en beste geluid.
De film werd tevens genomineerd voor een Golden Globe voor beste film – musical of komedie en beste acteur.

## Invloed
The Great Race was van grote invloed op de animatieserie Wacky Races. 